# Светличная, Юлия Александровна
Юлия Александровна Светличная (укр. Юлія Олександрівна Світлична; род. 6 июня 1984; Харьков) — Народный депутат Украины IX созыва, Председатель ХОГА 2016—2019 годов, депутат Харьковского областного совета VII созыва, вице-президент Палаты регионов Конгресса местных и региональных властей Совета Европы, доктор юридических наук, кандидат наук государственного управления. Самый молодой губернатор Украины в 2016 году.

## Биография

### Трудовая деятельность
С 2001 по 2006 г. — учёба в Харьковском государственном университете питания и торговли.
2005 г. — учебно-научно производственный центр «Охрана труда», начальник отдела;
2006 г. — заместитель генерального директора ООО «Гамма»;
с 2006 по 2007 г. — Харьковская областная государственная администрация, главный специалист отдела инвестиционной политики Главного управления экономики;
с 2007 по 2008 г. — Харьковская областная государственная администрация, начальник отдела ценовой политики Главного управления экономики;
с 2008 по 2009 г. — Харьковская областная государственная администрация, начальник отдела развития предпринимательства и рыночных отношений Главного управления экономики;
с 2009 по 2012 г. — Национальная Академия государственного управления при Президенте Украины, аспирант;
с 2012 по 2014 г. — заместитель директора ООО «Дорнит»;
с апреля 2014 — директор департамента по повышению конкурентоспособности региона Харьковской областной государственной администрации;
С ноября 2014 — заместитель председателя Харьковской областной государственной администрации;
С апреля 2016 — первый заместитель председателя Харьковской областной государственной администрации;
С 15.10.2016 по 09.10.2019 — председатель Харьковской областной государственной администрации.
С 13.04.2020 — Народный депутат Украины 9-го созыва.

## Областной депутат
Юлия Светличная принимала участие в Региональных выборах в 2015 году и прошла сразу в три совета Харьковский областной, Харьковский районный и в Харьковский городской, — но выбрала мандат в областной совет. 12 ноября 2015 года была избрана главой фракции БПП «Солидарность» в Харьковском областном совете.
Как депутат областного совета входит в состав украинской делегации в Конгрессе местных и региональных властей Европы на 2016—2020 года. В рамках 31-й сессии Конгресса была избрана вице-президентом Палаты регионов и членом Бюро Конгресса, ответственного за координацию палат и комитетов и организацию сессий.
После назначения на должность председателя Харьковской областной государственной организации, согласно требованиям закона «О государственной службе», Юлия Светличная вышла из состава партии БПП «Солидарность». Но осталась депутатом областного совета, так как на нынешний созыв запрет совместительства не распространяется.

## После председательства в ХОГА
Юлия Светличная сообщила о намерении принять участие в промежуточных выборах в парламент в округе № 179. На этих выборах, которые состоялись 15 марта, самовыдвиженка Юлия Светличная набрала 77,54 % голосов (30 194 голоса), что является рекордным процентом для выборов в Верховную Раду Украины. 13 апреля 2020 Светличная приняла присягу народного депутата Украины.
В 2020 году Юлия Светличная заявила о создании собственной политической силы и участии в местных выборах 2020 в Харькове. В июле того же года Блок Светличной «Вместе!» выдвинула кандидатом на пост городского головы Харькова Игоря Черняка. Однако на выборах Игорь Черняк набрал 3,12 % заняв пятую строчку.

## Личная жизнь
Не замужем, есть сын (родился 5 июня 2021 года). Знает английский и польский языки. Увлекается большим теннисом. С 2015 года принимает участие в ежегодном харьковском марафоне, который проходит перед Днём города. Владеет автомобилем и двумя квартирами в Харькове, также является совладельцем квартиры в Волчанске.
Была фигурантом скандала со взломом электронной почты бывшего главы ХОГА Игоря Райнина, в результате которого в сеть Интернет попала якобы их частная переписка. Позже Райнин это опроверг, а выложенные материалы назвал фальшивкой.
13 сентября 2016 года в пресс-центр «Status Quo» был совершён анонимный звонок с территории РФ с угрозами убийства Юлии Светличной во время пресс-конференции.

## Профессиональная деятельность
На должности заместителя председателя Харьковской областной государственной администрации занималась международными связями, а именно популяризацией региона и привлечением инвестиций. Известна активным лоббированием интересов Харьковской области в Америке. По словам Мэри Йованович, посла США на Украине, Светличная имеет хорошую репутацию в Соединённых Штатах.
В 2015 году Светличная заняла второе место в рейтинге самых влиятельных женщин Харьковской области, который был составлен Центром политического консалтинга.
14 октября 2016 года, в День защитника Украины, гражданская организация «Восточный корпус» выразила благодарность Светличной за всеобъемлющую поддержку патриотического движения на Слобожанщине.
13 декабря 2016 года вместе с главой представительства ЕС на Украине Хьюгом Мингарелли Светличная открыла офис ЕБРР в Харькове.
Является членом исполнительного комитета Харьковского областного отделения Национального олимпийского комитета Украины и доцентом кафедры международной экономики Харьковского государственного университета питания и торговли.
27 января 2017 года Светличная дала интервью, где декларирует основные векторы развития региона. Среди приоритетов, в первую очередь, безопасность региона и привлечение инвестиций. Важный пункт — вектор на позиционирование области, как витрины безопасности Украины.
Юлия Светличная возглавила рейтинг губернаторов по версии Комитета избирателей Украины в 2016 году.

## Награды
- Благодарность премьер-министра Украины
- отличие Министерства экономики Украины
- Грамота Государственного комитета Украины по вопросам предпринимательства и регуляторной политики
- Медаль «За трудовые достижения»[31]